# Russische Amateur-Fußballliga
Die Russische Amateur-Fußballliga (russisch Любительская футбольная лига/Ljubitelskaja futbolnaja liga; Liebhaber- bzw. Amateur-Fußball-Liga oder kurz ЛФЛ LFL) ist seit 2003 die höchste Spielstufe des russischen Fußballs unterhalb des vom Russischen Profi-Fußball-Verband organisierten Spielbetriebs (Premjer-Liga, 1. Liga, 2. Liga A+B), zurzeit also die 5. Liga. In elf ungefähr den Grenzen der Föderationskreise entsprechenden Meisterschaften werden insgesamt bis zu acht Aufsteiger in die 2. Liga  Division B und damit in den professionellen Fußball ausgespielt. 
Die Dominanz Zentralrusslands in Russland im Allgemeinen und im russischen Fußball im Speziellen zeigt sich auch hier: Moskau und die Oblast Moskau sind (neben St. Petersburg) die einzigen Föderationssubjekte mit jeweils einer eigenen obersten Amateurliga, die übrigen Föderationssubjekte des Zentralkreises bilden zwei weitere Ligen, die des Goldenen Rings sowie die der Ökonomischen Region Zentral-Schwarzerde, kurz Zentrum.

## Meisterschaften
- Moskau
- Moskauer Oblast (meist in zwei parallelen Staffeln mit einem Playoff zwischen den Bestplatzierten)
- Goldener Ring
- Zentrum
- Nordwesten
- Sankt Petersburg
- Sibirien
- Ural und Westsibirien
- Ferner Osten
- Süden/Nordkaukasus
- Wolga